# Ctenus drassoides
Ctenus drassoides är en spindelart som först beskrevs av Karsch 1879.  Ctenus drassoides ingår i släktet Ctenus och familjen Ctenidae.
Artens utbredningsområde är Colombia. Inga underarter finns listade i Catalogue of Life.